# معاصر الشوف
معاصر الشوف هي إحدى القرى اللبنانية من قرى قضاء الشوف في محافظة جبل لبنان.
يوجد في معاصر الشوف مجلس بلدي مؤلف من 15 عضو موزعين بين دروز ومسيحيين كما ان رئاسة البلديه توزع في كل دوره نصفين نصف دوره يرئسها مسيحي ونصف الدورة التاني يرئسها درزي
كما يوجد مجلس اختياري مؤلف من مختارين موزعين واحد للدروز والآخر للمسيحيين وثلاث أعضاء اختياريين
رئيس البلديه حاليا هو : البير فؤاد نجيم
والمخاتير حاليا : جورج الياس نجيم - نادر علي بو فياض
.. كما يوجد في معاصر الشوف أرز قديم غاية في الجمال 
هذا وتعتبر معاصر الشوف من ضمن القرى الخمس الأولى في القضاء من حيث المساحة .. كما ويعتقد الكثير أن أرز معاصر الشوف هو أرز الرب وليس أرز بشري